# Army Men: Sarge's Heroes
| Агрегатор    | Оцінка                                 |
| ------------ | -------------------------------------- |
| GameRankings | (N64) 61.76% (DC) 55.50 % (PS) 49.22 % |
| Metacritic   | (DC) 60/100                            |

| Видання                            | Оцінка                               |
| ---------------------------------- | ------------------------------------ |
| AllGame                            | [ 6 ] [ 7 ]                          |
| Eurogamer                          | 5/10                                 |
| Game Informer                      | (N64) 7/10 (PS) 5.5/10               |
| GameFan                            | 75 %                                 |
| GamePro                            | [ 12 ]                               |
| GameRevolution                     | D                                    |
| GameSpot                           | (DC) 6.5/10 (N64) 4.2/10 (PS) 3.9/10 |
| IGN                                | (N64) 6/10 (DC) 5.3/10 (PS) 3.5/10   |
| Nintendo Power                     | 7.4/10                               |
| Official U.S. PlayStation Magazine | [ 21 ]                               |

Army Men: Sarge's Heroes  — відеогра у жанрі екшен-шутер, яка була випущена для Nintendo 64, PlayStation, Dreamcast і Windows. Вона є частиною серії Army Men.

## Критика
Гра була зустрінута змішаними до негативними оцінками. GameRankings і Metacritic дали йому оцінку 61.76 % для версії Nintendo 64; 55.50 % і 60 з 100 для версії Dreamcast; і 49,22 % для версії PlayStation.

## Продовження
У 2000 році було випущено продовження Army Men: Sarge's Heroes 2 для Game Boy Color, Nintendo 64, PlayStation і PlayStation 2.